# Nicolas Deslauriers (hockey sur glace)
Pour les articles homonymes, voir Nicolas Deslauriers et Deslauriers.
Nicolas Deslauriers (né le 22 février 1991 à LaSalle dans la province de Québec au Canada) est un joueur professionnel canadien de hockey sur glace.

## Biographie
Nicolas Deslauriers a joué au niveau junior dans la Ligue de hockey junior majeur du Québec avec les Huskies de Rouyn-Noranda puis les Olympiques de Gatineau. Après avoir terminé sa deuxième saison junior en 2008-2009, il est repêché par les Kings de Los Angeles au 84e rang lors du repêchage d'entrée dans la LNH 2009. 
Il rejoint les rangs professionnels en 2011-2012 en jouant avec les Monarchs de Manchester, club-école des Kings dans la Ligue américaine de hockey. 
Le 5 mars 2014, les Kings l'échangent aux Sabres de Buffalo en compagnie de Hudson Fasching contre Jonathan Parker, Brayden McNabb et deux choix de repêchage. À la suite de cet échange, il fait le saut dans la Ligue nationale de hockey en jouant 17 matchs avec les Sabres au cours de la saison 2013-2014. La saison suivante, il joue sa première saison complète dans la ligue nationale en jouant tous les matchs des Sabres.
Le 4 octobre 2017, il est échangé aux Canadiens de Montréal en retour de Zach Redmond. Il fait ses débuts dans l'organisation avec le Rocket de Laval dans la LAH avant d'être rappelé par les Canadiens le 15 novembre 2017. Il connaît rapidement sa meilleure saison offensivement dans la LNH, ce qui lui vaut de signer un renouvellement de contrat de deux ans avec le club montréalais le 19 février 2018. Il termine la saison 2017-2018 avec 10 buts, un sommet en carrière, en 58 parties.
Le 30 juin 2019, il est échangé aux Ducks d'Anaheim en retour d'un choix de 4e ronde en 2020.
Après avoir disputé 169 matchs avec les Ducks, il passe au Wild du Minnesota en retour d'un choix de 3e tour en 2023, le 19 mars 2022.

## Statistiques
| Saison     | Équipe                   | Ligue      |     | Saison régulière | Saison régulière | Saison régulière | Saison régulière | Saison régulière |   | Séries éliminatoires | Séries éliminatoires | Séries éliminatoires | Séries éliminatoires | Séries éliminatoires |
| Saison     | Équipe                   | Ligue      | PJ  | B                | A                | Pts              | Pun              | PJ               | B | A                    | Pts                  | Pun                  |                      |                      |
| 2007-2008  | Huskies de Rouyn-Noranda | LHJMQ      | 42  | 2                | 7                | 9                | 38               | 4                | 0 | 0                    | 0                    | 0                    |                      |                      |
| 2008-2009  | Huskies de Rouyn-Noranda | LHJMQ      | 68  | 11               | 19               | 30               | 80               | 6                | 2 | 2                    | 4                    | 8                    |                      |                      |
| 2009-2010  | Huskies de Rouyn-Noranda | LHJMQ      | 65  | 9                | 36               | 45               | 72               | 11               | 2 | 6                    | 8                    | 2                    |                      |                      |
| 2010-2011  | Olympiques de Gatineau   | LHJMQ      | 48  | 13               | 30               | 43               | 53               | 24               | 5 | 15                   | 20                   | 19                   |                      |                      |
| 2011-2012  | Monarchs de Manchester   | LAH        | 65  | 1                | 13               | 14               | 67               | 4                | 0 | 0                    | 0                    | 7                    |                      |                      |
| 2012-2013  | Monarchs de Manchester   | LAH        | 63  | 4                | 19               | 23               | 80               | 4                | 2 | 2                    | 4                    | 2                    |                      |                      |
| 2013-2014  | Monarchs de Manchester   | LAH        | 60  | 18               | 21               | 39               | 76               | -                | - | -                    | -                    | -                    |                      |                      |
| 2013-2014  | Sabres de Buffalo        | LNH        | 17  | 1                | 0                | 1                | 18               | -                | - | -                    | -                    | -                    |                      |                      |
| 2013-2014  | Americans de Rochester   | LAH        | 5   | 1                | 2                | 3                | 9                | 5                | 1 | 1                    | 2                    | 9                    |                      |                      |
| 2014-2015  | Sabres de Buffalo        | LNH        | 82  | 5                | 10               | 15               | 71               | -                | - | -                    | -                    | -                    |                      |                      |
| 2015-2016  | Sabres de Buffalo        | LNH        | 70  | 6                | 6                | 12               | 59               | -                | - | -                    | -                    | -                    |                      |                      |
| 2016-2017  | Sabres de Buffalo        | LNH        | 42  | 0                | 2                | 2                | 38               | -                | - | -                    | -                    | -                    |                      |                      |
| 2017-2018  | Rocket de Laval          | LAH        | 14  | 3                | 2                | 5                | 16               | -                | - | -                    | -                    | -                    |                      |                      |
| 2017-2018  | Canadiens de Montréal    | LNH        | 58  | 10               | 4                | 14               | 55               | -                | - | -                    | -                    | -                    |                      |                      |
| 2018-2019  | Canadiens de Montréal    | LNH        | 48  | 2                | 3                | 5                | 22               | -                | - | -                    | -                    | -                    |                      |                      |
| 2019-2020  | Ducks d'Anaheim          | LNH        | 59  | 7                | 6                | 13               | 92               | -                | - | -                    | -                    | -                    |                      |                      |
| 2020-2021  | Ducks d'Anaheim          | LNH        | 49  | 5                | 5                | 10               | 53               | -                | - | -                    | -                    | -                    |                      |                      |
| 2021-2022  | Ducks d'Anaheim          | LNH        | 61  | 5                | 5                | 10               | 90               | -                | - | -                    | -                    | -                    |                      |                      |
| 2021-2022  | Wild du Minnesota        | LNH        | 20  | 3                | 0                | 3                | 23               | 5                | 0 | 0                    | 0                    | 0                    |                      |                      |
| 2022-2023  | Flyers de Philadelphie   | LNH        | 80  | 6                | 6                | 12               | 136              | -                | - | -                    | -                    | -                    |                      |                      |
| 2023-2024  | Flyers de Philadelphie   | LNH        | 60  | 1                | 3                | 4                | 89               | -                | - | -                    | -                    | -                    |                      |                      |
| Totaux LNH | Totaux LNH               | Totaux LNH | 646 | 51               | 50               | 101              | 746              | 5                | 0 | 0                    | 0                    | 0                    |                      |                      |